# Florida Entertainment
Die Florida Entertainment GmbH ist eine Fernsehproduktionsgesellschaft, gegründet von den Fernsehmoderatoren Joko Winterscheidt, Klaas Heufer-Umlauf sowie den Produzenten und Geschäftsführern Arne Kreutzfeldt und Thomas Schmitt. Sitz des 2018 gegründeten Unternehmens ist Berlin.

## Geschichte

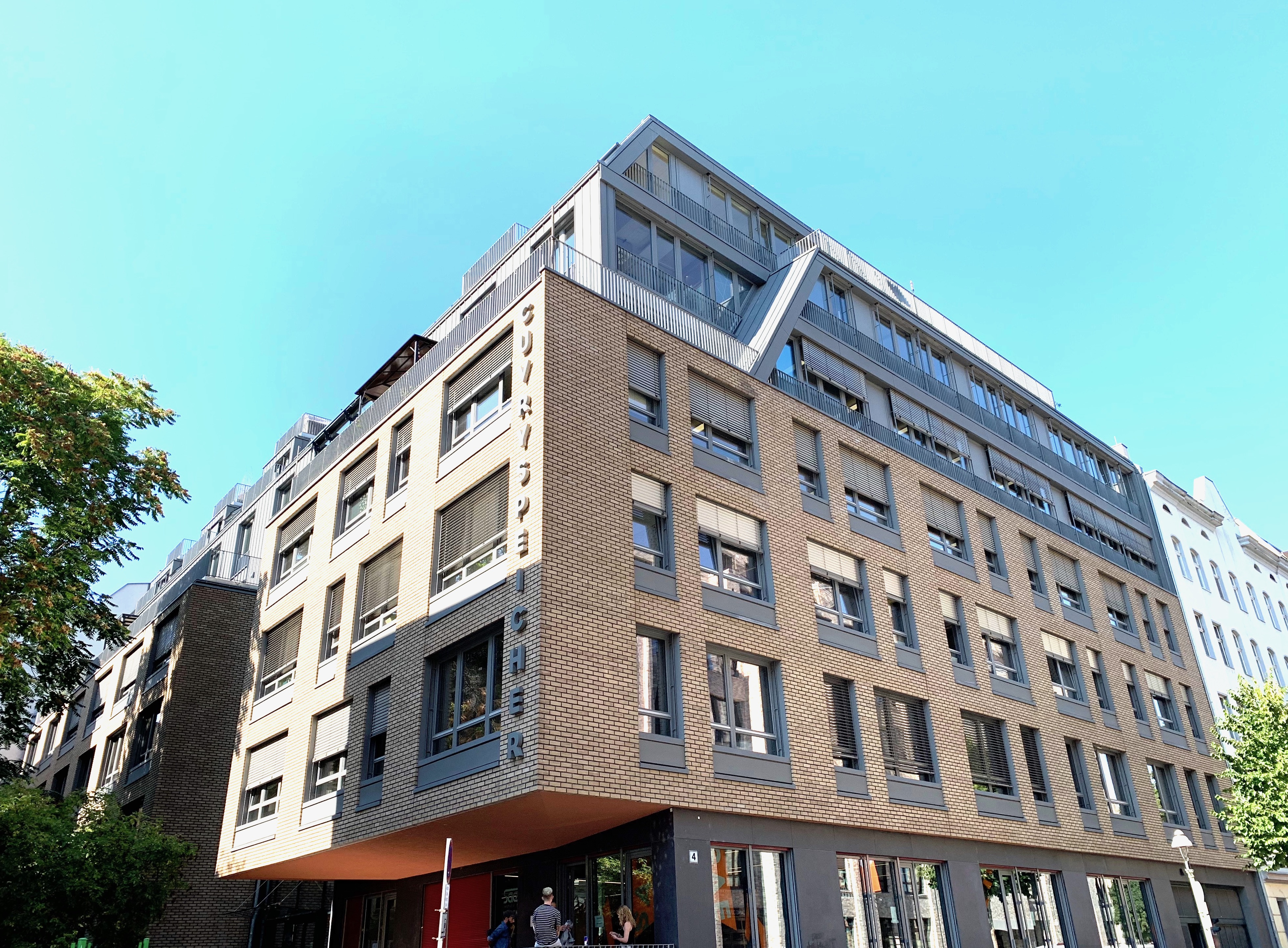
Alter Firmensitz in Berlin-Kreuzberg, 2021

Am 19. Dezember 2011 gründeten Joko Winterscheidt und Klaas Heufer-Umlauf zusammen mit Endemol die Florida TV GmbH als Joint Venture, das zu 51 Prozent Endemol und zu 49 Prozent Winterscheidt und Heufer-Umlauf gehörte.
Im September 2018 trennten sich Winterscheidt und Heufer-Umlauf von Endemol und gründeten gemeinsam mit den beiden heutigen Geschäftsführern die Black Flamingo GmbH, die am 17. September 2018 in das Handelsregister eingetragen wurde. Im Februar 2019 einigte sich die Black Flamingo GmbH mit Endemol auf eine Übertragung des alten Firmennamens, sodass die Gesellschaft zum 12. April 2019 in Florida Entertainment GmbH umbenannt wurde.
Ebenso 2019 gründete sich die Filmproduktionsgesellschaft Florida Film GmbH, an der die Florida Entertainment GmbH die Mehrheit der Gesellschaftsanteile hält. Die Florida Film produzierte in der Vergangenheit den preisgekrönten Spielfilm Für immer Sommer 90, den Kinofilm Mittagsstunde oder fiktionale Serien wie Das Begräbnis, Legend of Wacken oder Check Check.
Seit 2020 ist die Florida Entertainment GmbH zudem an der Podcast-Produktionsfirma Studio Bummens sowie der Produktionsfirma K2H des Journalisten und Moderators Louis Klamroth beteiligt. Im Mai 2023 wurde die Mehrheit an K2H übernommen und die Firma in Florida Factual umbenannt. Die Florida Factual produziert Dokumentationen für ZDFzeit, ZDFzoom, Die Story im Ersten, sowie ab Januar 2024 die politische Talkshow Hart aber fair.
Im Mai 2023 wurde zusammen mit Dennis und Benni Wolter die gemeinsame Produktionsfirma PrettyWellDone GmbH gegründet, die ab August 2024 die Show World Wide Wohnzimmer für den Streaminganbieter Joyn produziert.

## Unternehmen

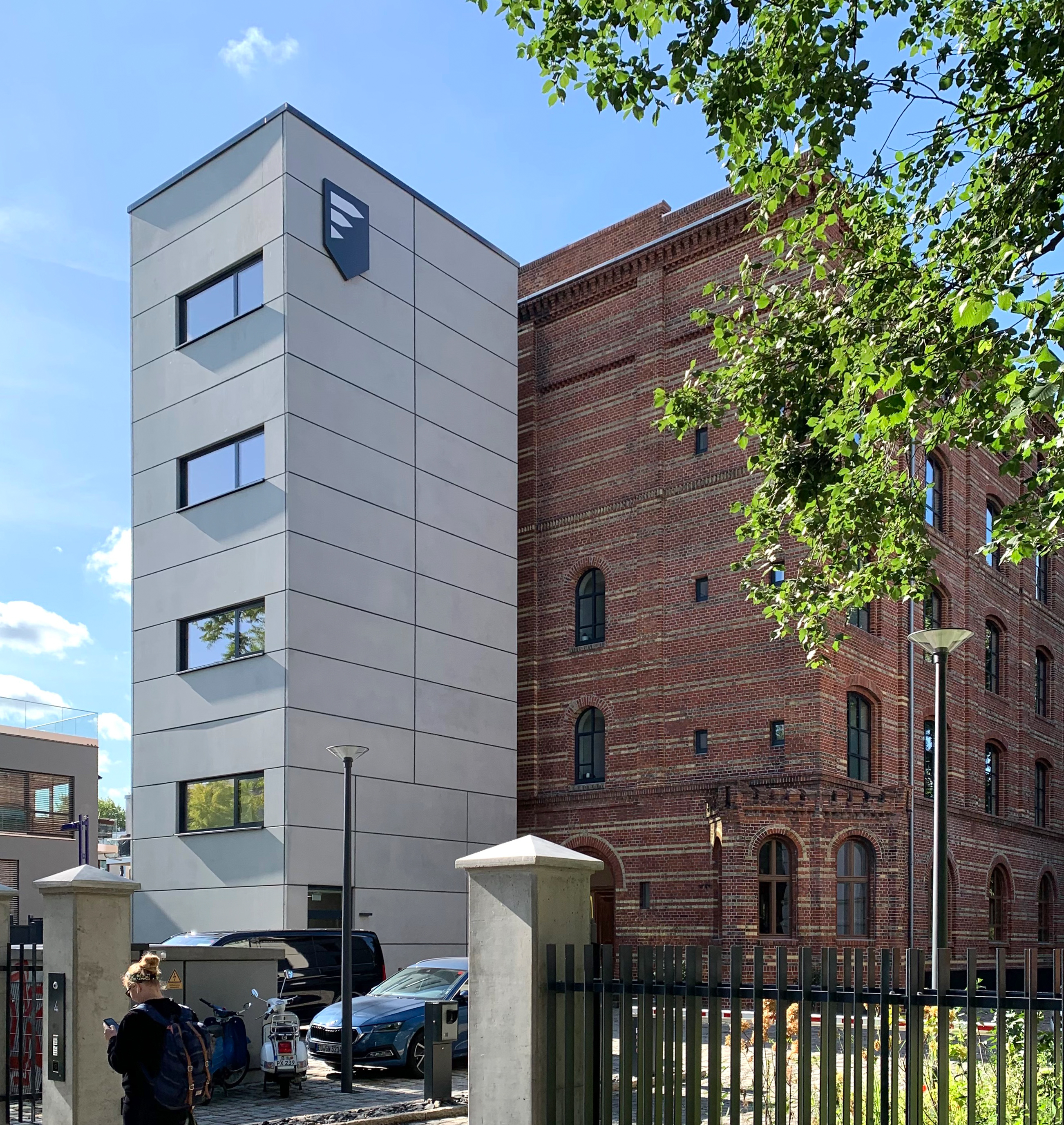
Sitz der Florida Entertainment GmbH in Berlin seit 2022

Im September 2022 verließ die Florida Entertainment GmbH Berlin-Kreuzberg und bezog einen neuen Firmensitz in der „Alten Teppichfabrik“ in Alt-Stralau (Berlin). Studio Bummens bezogen auf demselben Grundstück 2023 ihre Büros.

## Produktionen
- seit 2012: Das Duell um die Welt
- 2013–2017: Circus HalliGalli
- 2013–2016: In the Box
- 2014–2017: Inside – Unterwegs mit Palina
- 2014–2016: Mein bester Feind
- 2016–2019: Die beste Show der Welt
- 2017–2018: Beginner gegen Gewinner

- 2018: Win Your Song
- 2018–2025: Late Night Berlin

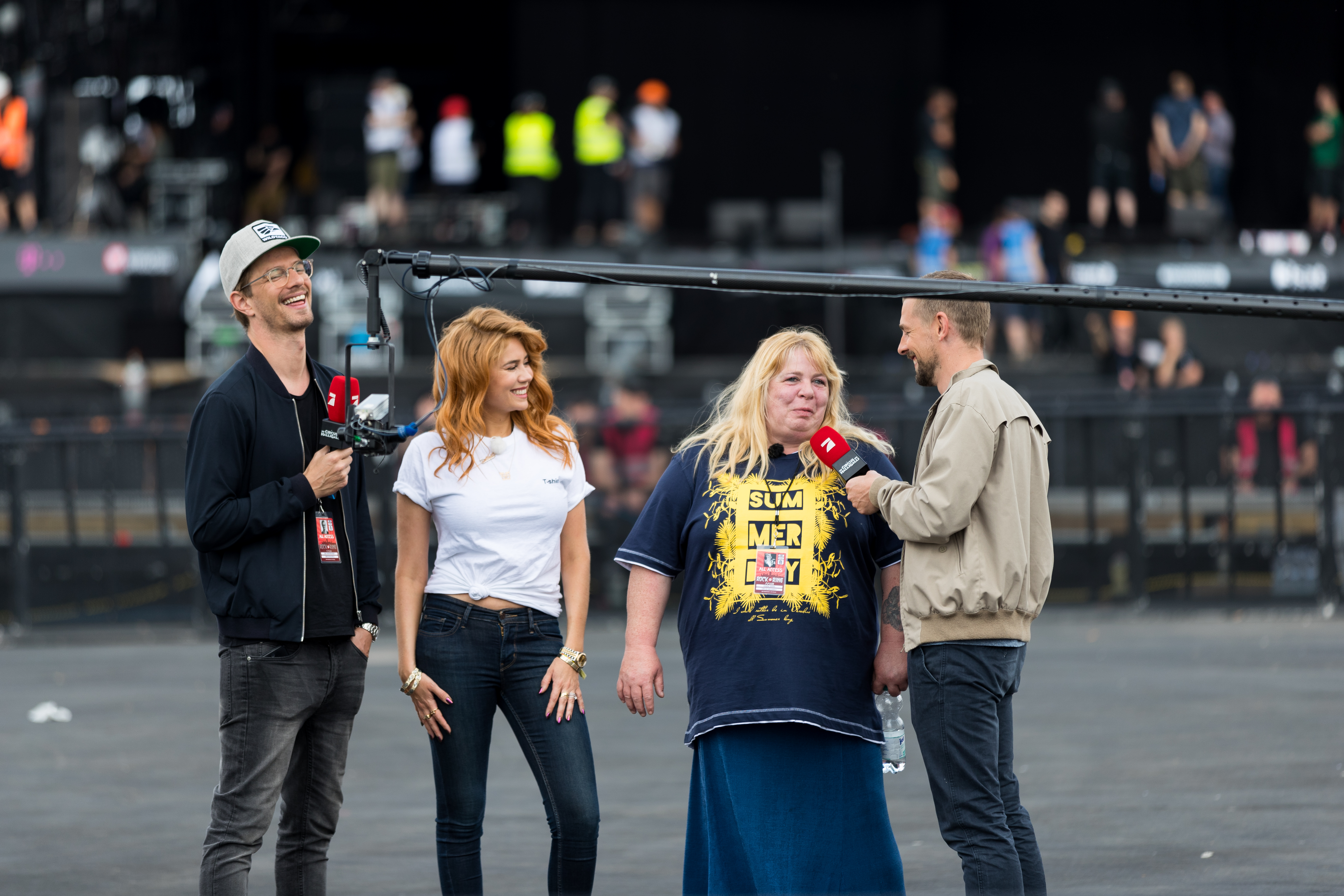
TV-Produktion während des Festivals Rock am Ring

- 2018–2019: Weihnachten mit Joko und Klaas
- seit 2019: Joko & Klaas gegen ProSieben / Joko & Klaas LIVE
  - 2020: Männerwelten
  - 2021: Pflege ist #NichtSelbstverständlich
- seit 2019: Baywatch Berlin (Podcast)
- 2019–2021: Check Check
- 2020: Besondere Helden[20]
- 2020: Für immer Sommer 90 (Fernsehfilm)
- seit 2021: Wer stiehlt mir die Show?
- 2021: ProSieben Spezial Live. Der Kanzlerkandidat im Interview[21]
- 2023: The World’s Most Dangerous Show (zusammen mit 27km und K2H)
- seit 2024: Hart aber fair (über Florida Factual)[22]
- 2024: Alle nicht ganz dicht (Fernsehfilm)
- seit 2024: Das Duell um die Geld
- seit 2025: Ein sehr gutes Quiz (mit hoher Gewinnsumme)
- seit 2025: Experte für alles

## Auszeichnungen
Grimme-Preis
- 2018: „Unterhaltung“ für #Gosling-Gate[23]
- 2020: „Unterhaltung“ für Joko & Klaas LIVE – 15 Minuten (Staffel 1)[24]
- 2021: „Unterhaltung“ für Joko & Klaas LIVE – Männerwelten[25]
- 2021: „Fiktion“ für Für immer Sommer 90 (Florida Film)
- 2022: „Unterhaltung“ für Wer stiehlt mir die Show?[26]

Nannen Preis
- 2021: Sonderpreis an Florida TV, Joko Winterscheidt und Klaas Heufer-Umlauf sowie Sophie Passmann, Thomas Schmitt, Arne Kreutzfeldt, Claudia Schölzel und Thomas Martiens für Männerwelten und A Short Story Of Moria[27]

## Kritik
Im März 2020 wurde im Rahmen von Recherchen des Reportageformats STRG_F bekannt, dass unter anderem in der von Klaas Heufer-Umlauf moderierten Sendung Late Night Berlin sowie in der von Joko und Klaas moderierten Sendung Duell um die Welt, anders als dargestellt, Personen einbezogen wurden, die über den Ablauf der Sendung bereits im Voraus informiert sind (Scripted Reality).
Später erklärte Klaas Heufer-Umlauf in der Sendung Late Night Berlin, diese Art von Inszenierungen gehöre zu der Art von Unterhaltung, die Winterscheidt und er produzierten. Der Sender ProSieben teilte in einer Stellungnahme unter anderem mit, dass es kein Geheimnis sei, dass in einzelnen Beiträgen Laiendarsteller eingesetzt würden, wenngleich teilweise „der satirische Ansatz […] deutlicher gemacht hätte werden müssen.“